# Bonwick Island
Bonwick Island ist eine Insel zwischen dem Festland, den Küstenbergen der Northern Pacific Ranges, der kanadischen Provinz British Columbia und der vorgelagerten Insel Vancouver Island. Bonwick Island gehört zur Inselgruppe des Broughton-Archipels und liegt im Regional District of Mount Waddington. Außerdem wird die Insel dem Great Bear Rainforest zugerechnet.
Gemeinden gibt es auf der Insel nicht. Daher ist die Insel auch nicht mit einer öffentlichen Fähre erreichbar. Der Norden sowie der Westen der Insel gehören zum Schutzgebiet des Broughton Archipelago Conservancy. Die Inseln und Gewässer nördlich, westlich und südlich von Village Island gehören nahezu vollständig entweder zum Broughton Archipelago Marine Provincial Park oder ebenfalls zum Schutzgebiet des Broughton Archipelago Conservancy.

## Lage
Die Insel liegt am östlichen Ende der Königin-Charlotte-Straße. Innerhalb der Inselgruppe liegt die Insel dann im zentralen Westen. Nördlich der Insel sowie verschiedener kleiner Inseln, zu denen auch  Eden Island, Insect Island, Tracey Island und Mars Island gehören, findet sich dann der Fife Sound sowie nördlich davon dann Broughton Island. Östlich von Bonwick Island und der Retreat Passage liegt Gilford Island. Südlich der Insel liegt erst Midsummer Island und südlich davon das westliche Ende des Knight Inlet. Westlich liegen nur noch verschiedene sehr kleine Inseln und der offene Bereich der Königin-Charlotte-Straße.

## Namensherkunft
Die Insel wurde nach dem Offizier der britischen Royal Navy Charles Bonwick benannt. Während der Vermessungs- und Erkundungsfahrten im Jahr 1862 diente Bonwick unter Daniel Pender auf dem Dampfschiff Beaver.